# Швабе (холдинг)
Холдинг «Швабе» — российская холдинговая компания, входящая в госкорпорацию Ростех и специализирующаяся на оптике и оптоэлектронике высокотехнологичных оптико-электронных систем как военного, так и гражданского, в том числе медицинского назначения.
Основанная в 2008 году, до 26 октября 2012 года компания носила название АО "НПК «Оптические системы и технологии». Предприятия компании производят электрооптическое оборудование, приборы и системы обороны, а также высокотехнологичную гражданскую продукцию, такую как системы наблюдения, аэрокосмического мониторинга и дистанционного зондирования Земли, лазерные системы и установки, дальномеры, целеуказатели, фотолитографические системы, прецизионные элементы и наноблоки, медицинское оборудование, геодезические приборы, осветительное оборудование и многое другое. «Швабе» производит около 6000 единиц продукции, поставляемой в 83 страны мира.

## История
Группа компаний «Швабе» была названа в честь ангальтско-российского предпринимателя в области оптико-механической промышленности Федора Швабе (Fjodor Schwabe), основавшего компанию Ф. Швабе.
В августе 1916 года на основании постановления «Комитета для борьбы с немецким засильем» было принято постановление Совета Министров о ликвидации АО «Ф. Швабе» и назначении Особого Правления по делам АО «Ф. Швабе», которое в начале 1917 года выставило предприятие на продажу. 31 августа того же года был утверждён устав нового АО «Геофизика» (бывшее «Ф. Швабе») с основным капиталом 2 500 000 рублей, разделённых на 25 000 акций по 100 руб. каждая. Однако Акционерное общество «Геофизика» просуществовало недолго. Начавшаяся Гражданская война, вызванная Октябрьской революцией, остановила фабричное производство. В конце 1919 года «Геофизика» была национализирована. Позднее название было изменено на завод № 217. В 1960-х годах было принято название «Уральский оптико-механический завод» (УОМЗ). Компания УОМЗ продолжает существовать в составе холдинга.
В 2017 году холдинг получил право на ведение самостоятельной внешнеэкономической деятельности в отношении продукции двойного назначения.

## Состав холдинга
В состав холдинга входит несколько десятков исследовательских институтов и промышленных предприятий, находящиеся в 10 городах страны. Среди них, в частности:
- Вологодский оптико-механический завод
- Государственный оптический институт
- Загорский оптико-механический завод
- Красногорский завод имени С. А. Зверева
- Лыткаринский завод оптического стекла
- НИИ «Полюс» имени М. Ф. Стельмаха
- НПО «Орион»
- Уральский оптико-механический завод

## Инциденты
В 2014 году Законодательное собрание Петербурга обратилось к председателю правительства РФ Дмитрию Медведеву в связи с предполагаемой, в связи с вхождением в холдинг сменой названия Государственного оптического института имени С. И. Вавилова на Швабе-Наука. Депутаты, действовавшие по просьбе профсоюзного комитета института настаивали на том, чтобы сохранить за институтом его историческое название.
Несмотря на то, что инициатива по переименованию исходила от руководства холдинга, которое настаивало на принятие всеми предприятиями холдинга единого бренда, оно, в итоге, так и не было произведено.